# Clinus spatulatus
Clinus spatulatus là một loài cá thuộc họ Clinidae. Chúng là loài đặc hữu của Nam Phi.